# Javier Pérez Polo
Javier Pérez Polo (San Fernando de Henares, 11 ottobre 1996) è un taekwondoka spagnolo.

## Palmarès
- Mondiali

Manchester 2019: argento nei 68 kg.
- Europei

Sofia 2021: bronzo nei 68 kg.